# Paracanthonchus cochlearis
Paracanthonchus cochlearis är en rundmaskart som beskrevs av Gerlach 1957. Paracanthonchus cochlearis ingår i släktet Paracanthonchus och familjen Cyatholaimidae. Inga underarter finns listade i Catalogue of Life.